# Buais
Buais és un municipi francès situat al departament de la Manche i a la regió de Normandia. L'any 2007 tenia 600 habitants.

## Demografia

### Població
El 2007 la població de fet de Buais era de 600 persones. Hi havia 283 famílies de les quals 102 eren unipersonals (51 homes vivint sols i 51 dones vivint soles), 97 parelles sense fills, 63 parelles amb fills i 21 famílies monoparentals amb fills.
La població ha evolucionat segons el següent gràfic:
Habitants censats

### Habitatges
El 2007 hi havia 381 habitatges, 286 eren l'habitatge principal de la família, 60 eren segones residències i 34 estaven desocupats. 369 eren cases i 10 eren apartaments. Dels 286 habitatges principals, 194 estaven ocupats pels seus propietaris, 86 estaven llogats i ocupats pels llogaters i 6 estaven cedits a títol gratuït; 3 tenien una cambra, 18 en tenien dues, 54 en tenien tres, 71 en tenien quatre i 140 en tenien cinc o més. 228 habitatges disposaven pel capbaix d'una plaça de pàrquing. A 150 habitatges hi havia un automòbil i a 99 n'hi havia dos o més.

### Piràmide de població
La piràmide de població per edats i sexe el 2009 era:
| Homes | Edats   | Dones |
| ----- | ------- | ----- |
| 0     | 95 o +  | 0     |
| 0     | 90 a 94 | 4     |
| 4     | 85 a 89 | 16    |
| 8     | 80 a 84 | 0     |
| 4     | 75 a 79 | 24    |
| 40    | 70 a 74 | 28    |
| 20    | 65 a 69 | 28    |
| 12    | 60 a 64 | 20    |
| 40    | 55 a 59 | 16    |
| 20    | 50 a 54 | 44    |
| 4     | 45 a 49 | 8     |
| 28    | 40 a 44 | 20    |
| 12    | 35 a 39 | 20    |
| 24    | 30 a 34 | 12    |
| 24    | 25 a 29 | 16    |
| 28    | 20 a 24 | 36    |
| 44    | 15 a 19 | 8     |
| 16    | 10 a 14 | 16    |
| 4     | 5 a 9   | 8     |
| 4     | 0 a 4   | 8     |

## Economia
El 2007 la població en edat de treballar era de 351 persones, 242 eren actives i 109 eren inactives. De les 242 persones actives 218 estaven ocupades (126 homes i 92 dones) i 25 estaven aturades (11 homes i 14 dones). De les 109 persones inactives 62 estaven jubilades, 23 estaven estudiant i 24 estaven classificades com a «altres inactius».

### Ingressos
El 2009 a Buais hi havia 251 unitats fiscals que integraven 550 persones, la mediana anual d'ingressos fiscals per persona era de 13.194,5 €.

### Activitats econòmiques
Dels 19 establiments que hi havia el 2007, 2 eren d'empreses alimentàries, 1 d'una empresa de fabricació d'altres productes industrials, 5 d'empreses de construcció, 1 d'una empresa de comerç i reparació d'automòbils, 2 d'empreses de transport, 2 d'empreses d'hostatgeria i restauració, 2 d'empreses de serveis, 1 d'una entitat de l'administració pública i 3 d'empreses classificades com a «altres activitats de serveis».
Dels 9 establiments de servei als particulars que hi havia el 2009, 1 era un paleta, 3 fusteries, 2 perruqueries, 1 veterinari i 2 restaurants.
Dels 2 establiments comercials que hi havia el 2009, 1 era una botiga de menys de 120 m² i 1 una fleca.
L'any 2000 a Buais hi havia 67 explotacions agrícoles que ocupaven un total de 1.280 hectàrees.

## Equipaments sanitaris i escolars
El 2009 hi havia una escola elemental.

## Poblacions més properes
El següent diagrama mostra les poblacions més properes.